# Éditions Honoré Champion
Éditions Honoré Champion este una dintre cele mai vechi edituri din Franța.

## Prezentare
Editura a fost fondată de librarul și editorul francez Honoré Champion în 1874 și a publicat numeroase cărți în domeniul științelor umane. 
Avea o librărie amplasată la început pe quai Malaquais și care se află acum pe rue Corneille din Paris,. Editura Honoré Champion a fost cumpărată în 1973 de editura elvețiană Slatkine, specializată în reeditarea cărților vechi. Această achiziție a fost urmată de o reînnoire organizatorică, care a transformat Champion într-una din principalele edituri universitare francofone în următoarele domenii: 

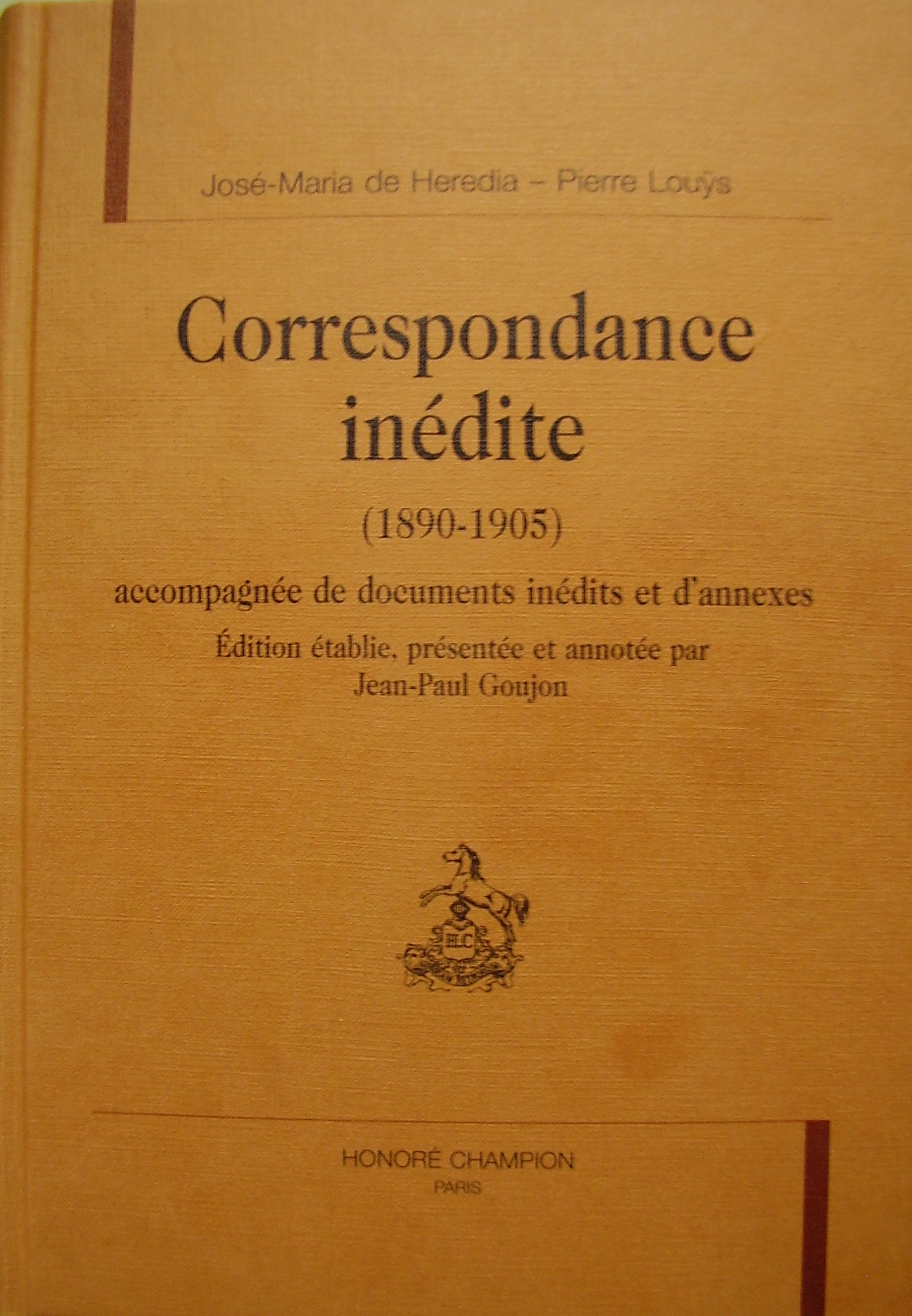
O carte publicată de editura Honoré Champion

- literatură franceză (din Evul Mediu până în zilele noastre);
- literatură comparată;
- gramatică, lingvistică, lexicografie;
- istorie (din Evul Mediu până în epoca modernă);
- filosofie;
- corespondență, memorii și jurnale.

## Legături externe
- Site-ul oficial